# Jerzy Machura

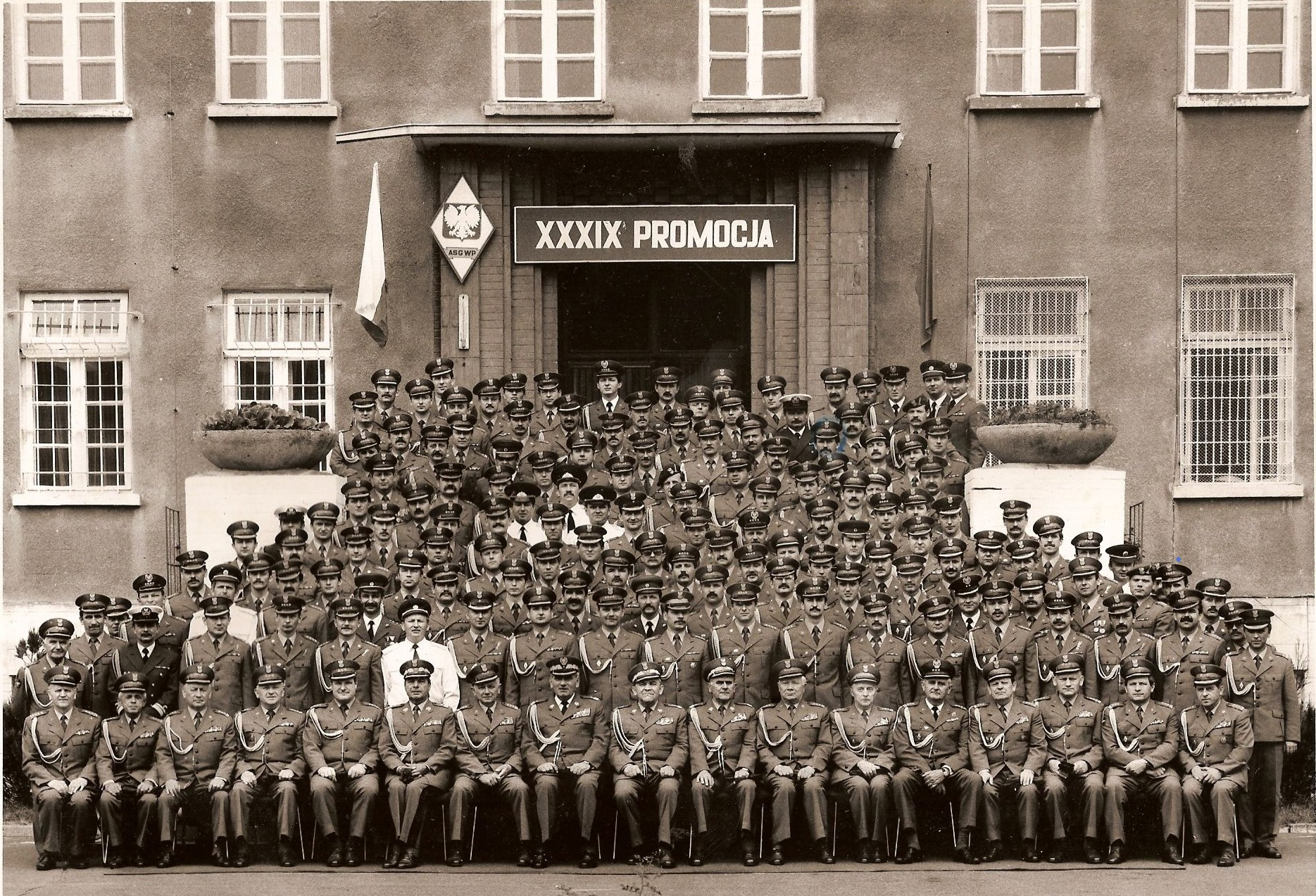
Kadra i absolwenci ASG WP w roku 1989, w pierwszym rzędzie 6 od lewej gen. bryg. Janusz Gumuliński, 7 - płk prof. Julian Kaczmarek, 8 - gen. bryg. dr Jan Celek, 9 - gen. dyw. prof. Władysław Mróz, 10 - gen. bryg. Kazimierz Leśniak, 11 - płk prof. Kazimierz Nożko, 13 - płk prof. Jerzy Machura.

Jerzy Machura (ur. 9 stycznia 1928 w Czeladzi, zm. 20 lutego 2017 w Warszawie) – pułkownik Sił Zbrojnych Polskiej Rzeczypospolitej Ludowej, nawigator, profesor doktor habilitowany nauk wojskowych, dziekan Wydziału Lotnictwa i Obrony Powietrznej Akademii Obrony Narodowej (1990-1991).

## Życiorys
Urodzony w rodzinie górniczej, był synem Józefa i Janiny z domu Chatlapa. Szkołę powszechną ukończył w 1941 roku. W latach 1942–1945 pracował jako robotnik w niemieckim sklepie z warzywami. Po zakończeniu wojny uczęszczał do szkoły średniej w Sosnowcu i Katowicach. Świadectwo maturalne uzyskał w 1949 roku i jesienią został powołany do odbycia zasadniczej służby wojskowej. Został skierowany do Szkolnej Kompanii Oficerów Rezerwy w Ełku. Następnie został powołany do zawodowej służby wojskowej. 15 września 1950 został promowany na oficera LWP i otrzymał skierowanie do 8 pułku piechoty w Hrubieszowie, gdzie przez 3 miesiące był dowódcą plutonu rekrutów. W listopadzie 1950 na polecenie Departamentu Kadr MON przybył do Warszawy, gdzie został skierowany na przeszkolenie w Wojskach Lotniczych. W styczniu 1951 rozpoczął szkolenie na rocznym Kursie Dowódczo-Sztabowym w Oficerskiej Szkole Lotniczej w Dęblinie. Jesienią 1951 został oficerem operacyjnym, początkowo w sztabie 2 Pułku Lotnictwa Myśliwskiego, a następnie w 7 Dywizji Lotnictwa Myśliwskiego w Krakowie. W styczniu 1953  rozpoczął studia na rocznym Wyższym Kursie Doskonalenia Oficerów w Akademii Sztabu Generalnego WP, w grupie lotników po raz pierwszy rozpoczynającej naukę w tej uczelni. Jesienią 1953 roku, po zakończeniu kursu, rozpoczął pracę w Fakultecie Wojsk Lotniczych ASG WP na stanowisku asystenta–kierownika grupy słuchaczy I kursu Wojsk Lotniczych. Specjalizował się w zastosowaniu bojowym lotnictwa myśliwskiego w systemach obrony powietrznej. W trakcie pracy dydaktycznej kontynuował naukę w ASG WP, którą ukończył w 1956 roku razem z pierwszym kursem lotników w dziejach tej uczelni.
Jesienią 1956 roku awansował na stanowisko starszego asystenta, a następnie na starszego wykładowcy, oraz został wyznaczony na kierownika rocznego kursu doskonalącego oficerów lotnictwa w ASG WP. Odbył kilkumiesięczną praktykę w sztabie 1 Korpusu Obrony Przeciwlotniczej Obszaru Kraju. Jesienią 1960 rozpoczął 3-letnie stacjonarne studia doktoranckie w Akademii Lotniczej w Monino w ZSRR. Wiosną 1963 obronił rozprawę i otrzymał tytuł doktora nauk wojskowych. Po powrocie do kraju został wyznaczony na zastępcę szefa – kierownika katedry OPK, organizowanej na Wydziale Lotnictwa i OPK w ASG WP.  W 1974 objął stanowisko szefa Katedry Lotnictwa Wydziału Lotnictwa i OPK ASG WP.
Problemy badawcze opracowywane pod jego kierunkiem dotyczyły takich zagadnień jak Lotnicze wsparcie operacyjnych grup manewrowych Wojsk Lądowych, Udział lotnictwa we współczesnej Obronie Powietrznej wojsk lądowych, Dowodzenie lotnictwem we współczesnych operacjach i inne. W 1982 roku po obronie rozprawy habilitacyjnej: Działania Armii Lotniczej o składzie koalicyjnym uzyskał habilitację. Również w 1982 roku Rada Państwa PRL  nadała mu tytuł profesora nadzwyczajnego nauk wojskowych. W 1990 roku otrzymał nominację na profesora zwyczajnego nauk wojskowych i objął stanowisko dziekana Wydziału Lotnictwa i Obrony Powietrznej Akademii Obrony Narodowej. W połowie 1991 roku zakończył ponad 40-letnią służbę w WP, z tego 38 lat w ASG i AON. Kontynuował pracę naukowo-dydaktyczną. W swojej karierze wypromował 26 doktorów nauk wojskowych oraz był konsultantem przy przygotowaniu trzech rozpraw habilitacyjnych. Autor dwóch książek, w tym Kariera bojowa śmigłowców i 35 artykułów.
W 1992 roku podjął pracę na stanowisku profesora w Wyższej Oficerskiej Szkole Lotniczej w Dęblinie, gdzie do 2003 roku był członkiem Senatu i zajmował się pracą naukową i podnoszeniem kwalifikacji zawodowych kadry. Od listopada 2006 do stycznia 2009 był wiceprezesem Oddziału do spraw programowych, a od stycznia 2009 do listopada 2010 był prezesem Oddziału Warszawsko-Mazowieckiego Stowarzyszenia Seniorów Lotnictwa Wojskowego RP w Warszawie. Pochowany na cmentarzu w miejscowości Radość koło Warszawy.

## Odznaczenia
- Krzyż Kawalerski Orderu Odrodzenia Polski
- Złoty Krzyż Zasługi
- Złoty Medal „Siły Zbrojne w Służbie Ojczyzny”
- Srebrny Medal „Siły Zbrojne w Służbie Ojczyzny”
- Brązowy Medal „Siły Zbrojne w Służbie Ojczyzny”
- Złoty Medal „Za Zasługi dla Obronności Kraju”
- Srebrny Medal „Za Zasługi dla Obronności Kraju”
- Brązowy Medal „Za Zasługi dla Obronności Kraju”
- Medal Komisji Edukacji Narodowej
- tytuł honorowy Zasłużony Nauczyciel PRL

## Źródła
- Henryk Czyżyk: biogram płk. prof. dr. hab. Jerzego Machury. [dostęp 2018-10-26].